# Fulmar (zwyczajny)
Fulmar (zwyczajny), petrel (Fulmarus glacialis) – gatunek dużego ptaka morskiego z rodziny burzykowatych (Procellariidae). Zamieszkuje Ocean Arktyczny, północny Atlantyk i Pacyfik, granica zasięgu wciąż przesuwa się na południe – tereny lęgowe znajdują się w Wielkiej Brytanii, a nawet na wybrzeżach Francji. W Polsce obserwowany sporadycznie, wyłącznie na wybrzeżu Bałtyku. 

## Taksonomia
Po raz pierwszy zgodnie z zasadami nazewnictwa binominalnego gatunek opisał Karol Linneusz w 1761 na podstawie holotypu ze Spitsbergenu. Nowemu gatunkowi nadał nazwę Procellaria glacialis. Obecnie (2021) Międzynarodowy Komitet Ornitologiczny (IOC) umieszcza fulmara w rodzaju Fulmarus. Wyróżnia 3 podgatunki. Odrębność podgatunku F. g. auduboni bywała kwestionowana. Niektórzy autorzy sugerują status gatunku dla F. g. rodgersii. Ptaki z północnej Grenlandii bywają opisywane w osobnym podgatunku F. g. minor, jednak zmienne rozmiary fulmarów zdają się mieć bardziej charakter ekokliny. Epitet gatunkowy glacialis oznacza z łaciny „lodowaty”.

## Podgatunki i zasięg występowania
IOC wyróżnia następujące podgatunki:
- F. g. glacialis (Linnaeus, 1761) – fulmar arktyczny[3] – Arktyka w północnej części Oceanu Atlantyckiego, od północno-wschodniej Kanady i północnej Grenlandii na wschód po Svalbard, Wyspę Niedźwiedzią i Ziemię Franciszka Józefa[4]
- F. g. auduboni Bonaparte, 1857 – od południowo-wschodniej Kanady (Nowa Fundlandia) oraz zachodniej i południowo-wschodniej Grenlandii po Jan Mayen i Islandię oraz zachodnia i północna Europa na wschód po Nową Ziemię[4]
- F. g. rodgersii Cassin, 1862 – fulmar zmienny[3] – północny Ocean Spokojny, od Wyspy Wrangla, wschodniej Syberii (na południe po Kamczatkę i Wyspy Kurylskie) i Wyspy Świętego Wawrzyńca po Wyspy Pribyłowa, Aleuty i południową Alaskę[4]

W przeciągu XX wieku fulmary poszerzyły swój zasięg występowania na południe; niegdyś były to ptaki dalekiej północy. W Azji południowe krańce zasięgu znajdują się w Japonii. W Polsce w przeciągu ostatnich 60 lat (stan z 2016) fulmara stwierdzono sześciokrotnie; wszystkie stwierdzenia dotyczyły ptaków martwych. Szóste stwierdzenie miało miejsce w 2014, piąte w 2007, czwarte zaś 1973. Najbliższe Polski stanowiska lęgowe znajdują się na należącej do Niemiec wyspie Helgoland.

## Morfologia
Wymiary

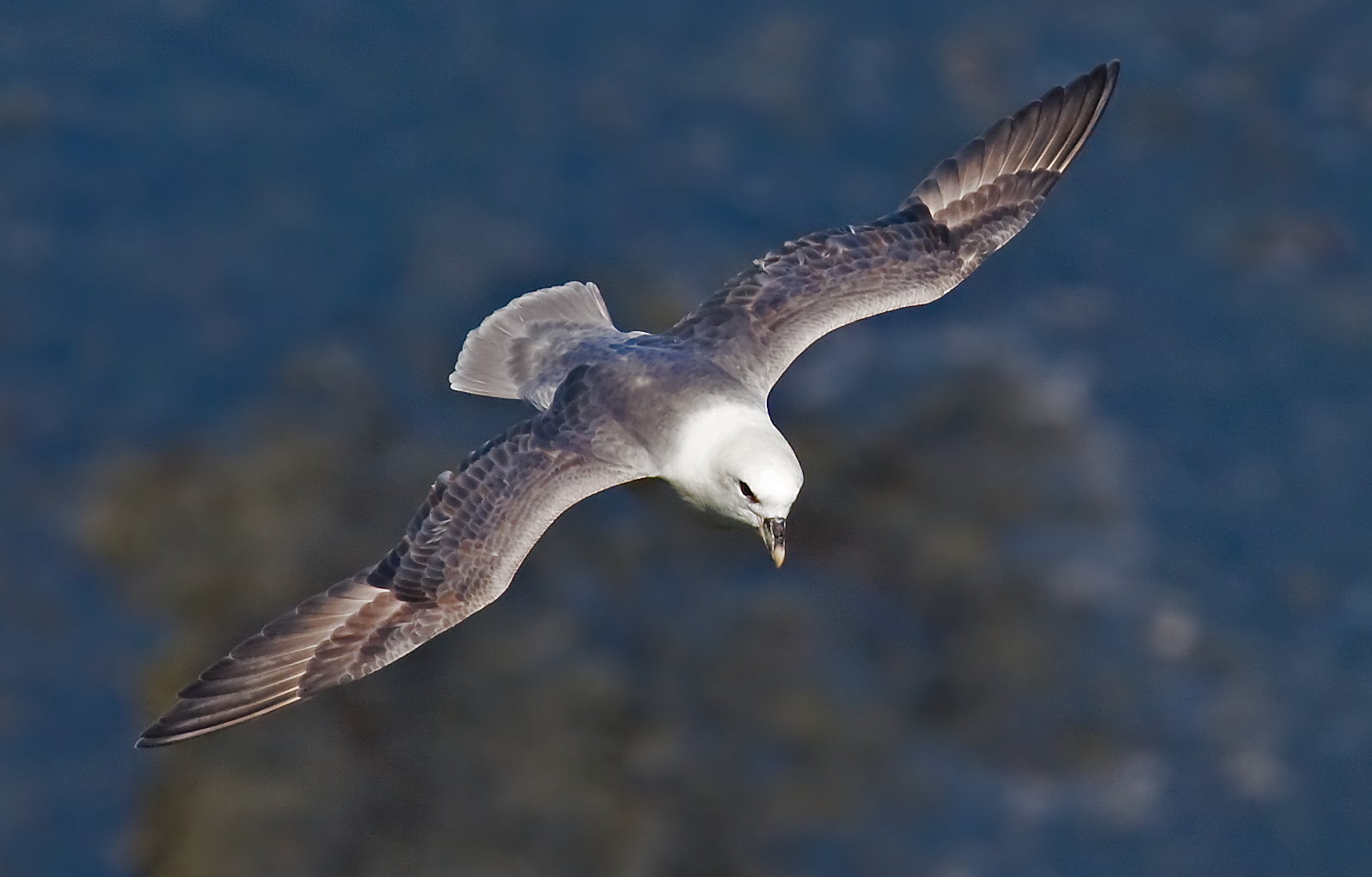
Fulmar w locie

Długość ciała wynosi 45–50 cm; u podgatunku nominatywnego masa ciała samców 730–1050 g, samic 535–855 g; u F. g. auduboni masa ciała samców 689–957 g, samic 661–760 g; rozpiętość skrzydeł 102–112 cm.
Wygląd
Występują dwie odmiany barwne (patrz: polimorfizm), form przejściowych niemal brak. Ptaki jednej odmiany są niemal jednolicie ciemnoszare, ptaki drugiej odmiany mają jasny spód ciała, a srebrnoszare pokrywy skrzydłowe i grzbiet. Dziób jest gruby, hakowato zakończony; na końcu żółtawy.
Rozpoznawanie
W odróżnieniu od mew, które przypominają kolorystyką upierzenia, fulmary w locie szybują na rozpostartych skrzydłach i nie poruszają nimi. Odmienna budowa dzioba widoczna jest dopiero z bliska. Ważną cechą diagnostyczną są również krawędzie skrzydeł, u mew czarne, u fulmarów szare – podobnie jak reszta skrzydła.

## Ekologia i zachowanie

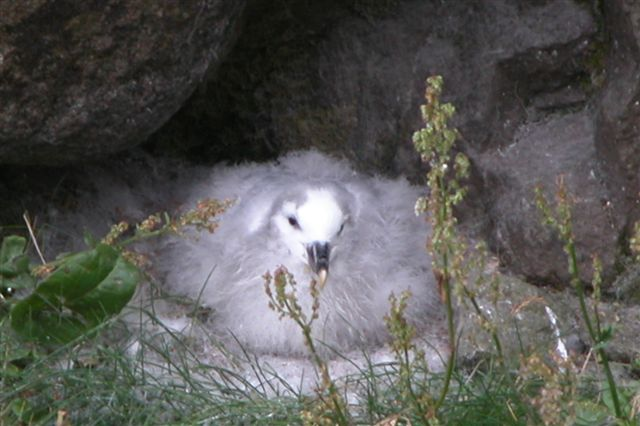
Pisklę

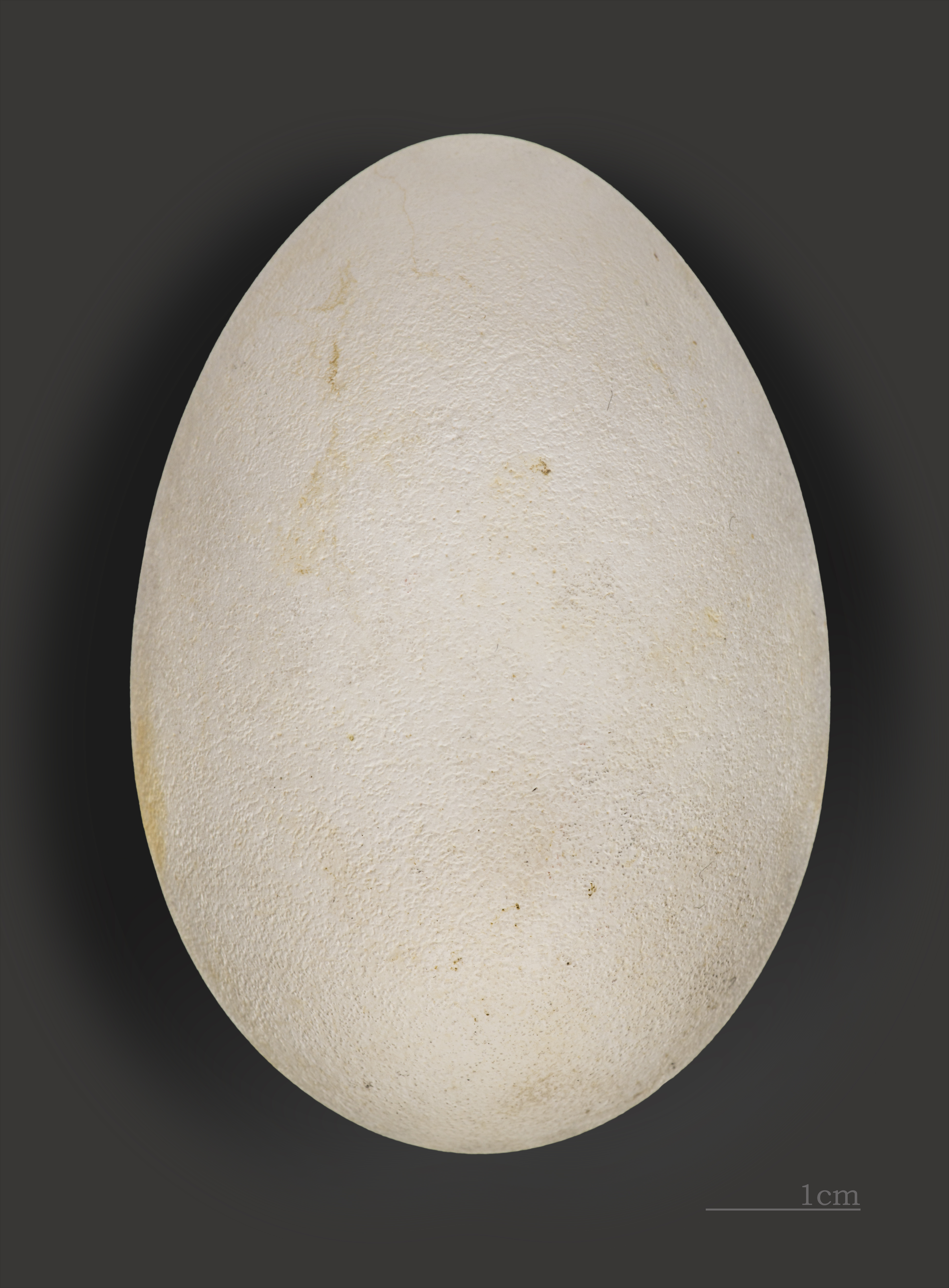
Jajo z kolekcji muzealnej

Fulmary gniazdują na klifach skalnych, niekiedy na płaskich obszarach do 1 km w głąb lądu. Zdarza im się również gniazdować w pobliżu ludzkich osiedli, a nawet na nadbrzeżnych budynkach. W sezonie lęgowym oddalają się do 30–40 km od kolonii, poza sezonem lęgowym przebywają na otwartym morzu. Uderzenia skrzydeł są krótkie i szybkie. Głos fulmara przypomina gdakanie lub gęganie. Są to ptaki towarzyskie. Pożywienie stanowią ryby, kałamarnice, ślimaki, skorupiaki (w tym zooplankton, np. obunogi), padlina i odpadki, w tym te ze statków rybackich.

### Lęgi
Fulmary pojawiają się w pobliżu kolonii już w marcu i kwietniu. Samce przybywają do kolonii pierwsze. Toki odbywają się na wodzie; samce podnoszą rytmicznie ciała, uderzają skrzydłami i wydają z siebie okrzyki. Ptaki z Pacyfiku dodatkowo rozwierają dzioby, ukazując jaskrawopomarańczowe gardło. Okres lęgowy zaczyna się w maju, kolonie z niższych szerokości geograficznych są zajęte niemal cały rok, z wyjątkiem sierpnia–października. Wysiadują je obydwa ptaki z pary, zmieniając się co kilka dni. Inkubacja trwa około 7 tygodni. Pisklęta wykluwają się pokryte bardzo grubym puchem i podobnie jak ptaki dorosłe występują w dwóch odmianach barwnych; mogą być białe i szare (w odmianie jasnej) lub dymnoszare (w odmianie ciemnej). Młode mając 50–60 dni opuszczają gniazdo. Nie potrafią jeszcze latać, więc po zeskoczeniu ze skał pływają po morzu. Żywią się planktonem zbieranym z powierzchni wody. Fulmary zaczynają rozmnażać się w wieku 5–12 lat; dożywają do 50 (według innego źródła dojrzałość płciową uzyskują dopiero w wieku 9 lat).
Jedna z kolonii fulmarów znajduje się na wyspie Eynhallow.

## Status i ochrona
IUCN uznaje fulmara za gatunek najmniejszej troski (LC, Least Concern) nieprzerwanie od 1988. W przeszłości fulmary były intensywnie odławiane na pokarm; sporadycznie dzieje się to dalej na Alasce, Grenlandii, Islandii, Svalbardzie i Wyspach Owczych. W niektórych koloniach szczególnym zagrożeniem dla fulmarów jest drapieżnictwo ze strony inwazyjnych ssaków, między innymi lisów, szczurów, myszy. Cierpią również wskutek wycieków ropy, szczególnie na północno-wschodnim Atlantyku, i przypadkowego połykania śmieci wyrzucanych do mórz. Łapią się również na takle. W 2016 populację oszacowano na 7 mln par lęgowych lub 20 mln osobników. Globalny trend liczebności populacji uznawany jest za wzrostowy, ale liczebność populacji europejskiej maleje.
W Polsce fulmar podlega ścisłej ochronie gatunkowej.